# Valle Sacta
Valle Sacta ist eine Landstadt im Departamento Cochabamba im südamerikanischen Anden-Staat Bolivien.

## Lage im Nahraum
Valle Sacta ist größte Ortschaft im Kanton Valle Ivirza im Municipio Puerto Villarroel in der Provinz Carrasco. Die Stadt liegt auf einer Höhe von 223 m am rechten, östlichen Ufer des Río Sajta, der 72 Kilometer flussabwärts bei Puerto Villarroel in den Río Ichilo mündet.

## Geographie
Valle Sacta liegt im bolivianischen Tiefland vor der Voranden-Kette der Serranía de Iniricarsama. Das Klima ist ein tropisches Regenwaldklima mit einer ausgeprägten Regenzeit (Am-Klima nach der Köppen-Geiger-Klassifikation).
Die Region weist eine mittlere Jahrestemperatur von 26 °C auf (siehe Klimadiagramm Puerto Grether), die Monatsdurchschnittswerte liegen zwischen 23 °C im Juli und gut 28 °C von November bis Februar. Der durchschnittliche Jahresniederschlag beträgt 1700 mm, mit Monatswerten zwischen 200 und 300 mm von Dezember bis Februar und ausreichend Feuchtigkeit in allen Monaten.

## Verkehrsnetz
Valle Sacta liegt in einer Entfernung von 237 Straßenkilometern östlich von Cochabamba, der Hauptstadt des Departamentos.
Durch Valle Sacta verläuft die 1657 Kilometer lange Nationalstraße Ruta 4, die von Tambo Quemado an der chilenischen Grenze im Osten quer durch das Land bis Puerto Suárez an der brasilianischen Grenze führt. Von Cochabamba aus erreicht man Valle Sacta über Villa Tunari, Chimoré und Ivirgarzama, die Fernstraße führt dann weiter über Entre Ríos nach Warnes und Santa Cruz.

## Bevölkerung
Die Einwohnerzahl der Ortschaft ist allein im vergangenen Jahrzehnt auf das Doppelte angestiegen:
| Jahr | Einwohner         | Quelle       |
| ---- | ----------------- | ------------ |
| 1992 | keine Detaildaten | Volkszählung |
| 2001 | 1360              | Volkszählung |
| 2013 | 2704              | Volkszählung |
| 2024 |                   | Volkszählung |

Aufgrund der historisch gewachsenen Bevölkerungsentwicklung weist die Region einen deutlichen Anteil indigener Bevölkerung auf, im Municipio Puerto Villarroel sprechen 82,8 Prozent der Einwohner Quechua.